# Ли Джэук
Ли Джэук (кор. 이재욱?, 李宰旭?; род. 10 мая 1998 года, Сеул, Республика Корея) — южнокорейский актёр и модель. Дебютировал на телевидении в телесериале «Воспоминания об Альгамбре» (2018–2019) и на большом экране в фильме «Битва за Чансари» (2019). После ролей в офисной романтической мелодраме «Поиск: WWW» (2019), школьной дораме «Ха-ру, которого я встретила случайно» (2019), за которую получил номинацию на престижную премию «Пэксан» и мелодраме «Я приду, когда будет хорошая погода» (2020). Он исполнил свою первую главную роль в романтической комедии «До, до, соль, соль, ля, ля, соль» (2020). Роль в фэнтезийной исторической драме «Алхимия душ» (2022–2023), стала его прорывной работой.

## Ранняя жизнь и образование
Ли Джэук родился 10 мая 1998 года в Сеуле, Республика Корея. Со времён школы он работал на нескольких подработках, чтобы заработать себе карманные деньги и перепробовав множество дел, он осознал, что актёрское искусство привлекает его больше всего и заставляет работать значительно усерднее из-за чего он и пошёл на курсы актёрского мастерства, которыми занимался вплоть до выпускных экзаменов. Ли поступил Университет Чунан по специальности «Театр и кино», но по состоянию на январь 2023 года находится в академическом отпуске.

## Карьера

### 2018: Начало карьеры
В декабре 2018 года Ли начал свою актерскую карьеру, сыграв второстепенного персонажа — хакера-программиста — в популярном телесериале tvN «Воспоминания об Альгамбре». В сериале главную роль исполнил Хён Бин, агентство которого, VAST Entertainment, немедленно подписало контракт с Ли. В 2020 году его совместная фотосессия с актрисой Пак Лихён для журнала The Masterpiece стала вирусной. Снимки были сделаны летом 2018 года, до его официального актерского дебюта.

### 2019: Рост популярности
В июне 2019 года Ли присоединился к основному актёрскому составу телесериала tvN «Поиск: WWW» вместе с Ли Дахи. Сериал стал горячей темой обсуждения после выхода каждого эпизода. Продажи выпуска журнала Cine21 «Восходящая звезда-2019» резко возросли благодаря Ли, который приобрёл популярность благодаря своей роли в дораме. В сентябре того же года Ли дебютировал в кино с ролью в военном фильме «Битва за Чансари». В октябре 2019 года он сыграл второго главного героя в сериале MBC «Ха-ру, которого я встретила случайно» в роли друга детства главной героини, который является её женихом. Успех сериала принёс Ли премию «Лучший новый актёр» на MBC Drama Awards 2019, а также номинацию в категории «Лучший новый актёр – телевидение» на 56-й церемонии премии «Пэксан».

### 2020–наст. время: Главные роли и прорыв
В феврале 2020 года Ли получил роль второго плана в телесериале JTBC «Я приду, когда будет хорошая погода» вместе с Ян Хеджи. В мае того же года он был утвержден на главную мужскую роль в телесериале KBS2 «До, до, соль, соль, ля, ля, соль», где стал партнером главной героини, которую сыграла Го Ара. За свою выдающуюся игру в этой дораме Ли получил премию за лучшее исполнение в мини-сериале на церемонии награждения KBS Drama Awards. Также он был удостоен наград «Новичок года» и «Актер года – новичок» на Asia Artist Awards и 18-й церемонии Brand of the Year Awards соответственно. Ли известен и высоко ценится за свой серьезный и разнообразный актерский диапазон. В конце года он появился в эпизодической роли своего бывшего персонажа из дорамы «Ха-ру, которого я встретила случайно» в телесериале tvN «Истинная красота» вместе с Ким Хе Юн.
В апреле 2021 года Ли подписал контракт с C-JeS Entertainment после истечения срока действия его предыдущего контракта с агентством. В мае того же года он принял участие в съёмках сериала Netflix «На пути к небесам».
В июне 2022 года Ли вернулся на экраны в роли Ли Сухёна в исторической фэнтезийной дораме tvN «Алхимия душ» вместе с Чон Сомин. В том же месяце он исполнил эпизодическую роль актёра в сериале Disney+ «Поцелуй шестого чувства». В октябре Ли был удостоен премии «Global Excellence Award» на Korean Drama Awards за глобальный вклад в развитие Халлю. Также он получил премию «Asia Special Award» на 17-й церемонии Asia Model Awards. В декабре того же года Ли вернулся к роли Чан Ука в продолжении «Алхимия душ: Свет и тень», на этот раз вместе с Ко Юнджон. В конце 2022 года он выиграл премию «Лучший актёр» на Asia Artist Awards.
Ли Джэ Ук провел свою первую фан-встречу в рамках тура по Азии Lee Jae-wook Asia Tour Fan Meeting. Тур  начался 14 января 2023 года в Сеуле и расписание тура включало в себя такие города как: Токио, Джакарта, Гонконг, Бангкок и Манилу.
В 2024 году стало известно, что Ли Джэук сыграет одну из главных ролей в дораме «Невозможный наследник» вместе с Ли Джунёном и Хон Суджу. Ли сыграет роль Хан Тэ О, хладнокровного, но полного достоинства сына убийцы. Премьера состоялась в феврале. В том же году актёр провёл фан-встречу в Японии, что стало его второй встречей с фанатами, после тура 2023 года. Встреча состоялась в Omiya Sonic City Hall, Сайтама, а также провёл первый фан-концерт в Сеуле, в интервью перед которым заявил, что планирует заступить на военную службу в начале 2025 года. Летом того же года Ли подписал эксклюзивный контракт с новым агентством Log Studio, которое было основано его менеджером, с которым он работал долгое время и именно из-за этого доверия, актёр, несмотря на многочисленные предложения, выбрал именно это агентство. В августе стало известно, что Ли Джэук и Чхве Сонын сыграют в сериале «Последнее лето», Ли сыграет роль Пэк Доха, архитектора и директора «Ателье Плуто». Его персонаж обладает целеустремленным и амбициозным внешним видом, напоминающим скаковую лошадь, сосредоточенную на своих целях. Однако за этой маской скрывается более сложный и интроспективный характер.
В феврале 2025 года Netflix выпустил первые кадры предстоящей дорамы «Дорогой Хонран», события которой разворачиваются в эпоху Чосон. Ли Джэук сыграет роль Хонрана, сына торговцев, который вернулся спустя двенадцать лет после исчезновения без памяти и с тайнами. Также в сериале снялись Чо Бо А, Чон Гарам, Ом Дживон и другие. Релиз ожидается во втором квартале 2025 года. В марте стало известно, что Ли Джэук ведёт переговоры об участии в дораме «Доктор Джон», где сыграет роль пластического хирурга До Джиый, которого назначили работать врачом общественного здравоохранения на отдалённом острове Пхёндондо, изолированном месте, которого все боятся. Сериал основан на одноимённом вебтуне и если актёр согласится на эту роль, то она станёт первой ролью врача в его карьере с момента дебюта. В том же году он вместе с Лим Джиён присоединились ко второму сезону варьете-шоу «Только что с моря» (англ. Fresh Off The Sea 2; кор. 언니네 산지직송2).

## Продвижение
В феврале 2020 года Ли стал новым лицом современных повседневных брендов AD HOC и N DOZEN. Он является одним из самых популярных моделей, сотрудничающих с престижными брендами, такими как Prada и Lancôme, а также продвигающим Dior, Nike, Berluti, Armani, Zegna, EX NIHILO и Fendi. Ли часто появляется на страницах ведущих модных изданий. В январе 2023 года Ли стал лицом бренда премиального ухода за кожей головы ScalpMed. В феврале 2023 года он был выбран моделью для бренда средств по уходу за кожей La Mer.

## Личная жизнь
В начале 2024 года стало известно, что актёр встречается с певицей Кариной из aespa. 27 февраля Dispatch сообщили, что звёзды познакомились на модном шоу бренда Prada на неделе моды в Милане 14 января и с тех пор начали встречаться. Оба агентства, C-JeS Entertainment и SM Entertainment, подтвердили эту информацию. После новостей, артисты столкнулись с негативной реакцией фанатов. Карина, получавшая большую часть злобных комментариев в Интернете и протесты фанатов, на которых они вывешивали банеры, на которых было написано: «Карина, тебе не хватало любви фанатов? Почему ты предала их? Если ты не принесешь извинения лично, тебя ждут снижение продаж альбомов и пустые концертные залы» и хотя оба агентства пригрозило последствиями из-за гневных комментариев в сторону артистов, певица выложила рукописное письмо с извинениями перед фандомом группы. Спустя пять недель после того, как публике стало известно об их отношениях, пара рассталась. Агентство актёра заявило: «Ли Джэук решил расстаться, чтобы сосредоточиться на проекте, в котором он сейчас снимается. Они решили остаться коллегами, которые поддерживают друг друга», позже SM Ent. подтвердили эту информацию.

## Фильмография

### Кино
| Год  | Название         | Роль              | Примечание    | Ист.   |
| ---- | ---------------- | ----------------- | ------------- | ------ |
| 2019 | Битва за Чансари | Ли Гэтхэ          |               | [ 51 ] |
| 2023 | Убить Бок Сун    | молодой Чха Минкю | фильм Netflix | [ 52 ] |

### Телесериалы
| Год       | Название                             | Роль         | Примечание         | Ист.          |
| --------- | ------------------------------------ | ------------ | ------------------ | ------------- |
| 2018–2019 | Воспоминания об Альгамбре            | Марко Хан    |                    | [ 53 ]        |
| 2019      | Поиск: WWW                           | Соль Джихван |                    | [ 54 ]        |
| 2019      | Ха-ру, которого я встретила случайно | Пэк Кён      |                    | [ 55 ]        |
| 2020      | Я приду, когда будет хорошая погода  | Ли Чану      |                    | [ 56 ]        |
| 2020      | До, до, соль, соль, ля, ля, соль     | Сану Джун    |                    | [ 57 ]        |
| 2020      | Истинная красота                     | Пэк Кён      | камео (4-й эпизод) | [ 58 ]        |
| 2022–2023 | Алхимия душ                          | Чан Ук       | 1–2 части          | [ 59 ] [ 60 ] |

### Веб-сериалы
| Год       | Название                | Роль                                 | Примечание                | Ист.                        |
| --------- | ----------------------- | ------------------------------------ | ------------------------- | --------------------------- |
| 2021      | На пути к небесам       | Ким Сучхоль                          | камео (3–7 эпизоды)       | [ 15 ]                      |
| 2022      | Поцелуй шестого чувства | Главная мужская роль в фильме «Хару» | камео (3, 5, 9-й эпизоды) | [ 61 ]                      |
| 2023–2024 | Игра смерти             | Чхо Тэсан                            | камео                     | [ 62 ] [ 63 ]               |
| 2024      | Невозможный наследник   | Хан Тхэо                             |                           | [ 64 ] [ 65 ] [ 66 ] [ 67 ] |
| 2025      | Дорогой Хонран          | Хонран                               |                           | [ 68 ]                      |

## Посол
| Год  | Организация / Мероприятие           | Примечание                                 | Ист.   |
| ---- | ----------------------------------- | ------------------------------------------ | ------ |
| 2022 | Корейская Туристическая Организация | Почетный Посол по связям с общественностью | [ 69 ] |

## Награды и номинации
| Награда                          | Год  | Категория                                   | Номинант / Работа                                                     | Результат | Ист.          |
| -------------------------------- | ---- | ------------------------------------------- | --------------------------------------------------------------------- | --------- | ------------- |
| APAN Star Awards                 | 2021 | Лучший новый актёр                          | Ха-ру, которого я встретила случайно                                  | Номинация | [ 70 ]        |
| APAN Star Awards                 | 2021 | Популярная звезда, актёр                    | Ха-ру, которого я встретила случайно                                  | Номинация | [ 71 ]        |
| Asia Artist Awards               | 2020 | Новичок года                                | Ли Джэук                                                              | Победа    | [ 72 ]        |
| Asia Artist Awards               | 2022 | Награда за популярность — актёр             | Ли Джэук                                                              | Номинация | [ 73 ]        |
| Asia Artist Awards               | 2022 | Лучший актёр                                | Алхимия душ                                                           | Победа    | [ 74 ]        |
| Asia Model Awards                | 2022 | Asia Special Award                          | Алхимия душ                                                           | Победа    | [ 76 ]        |
| Премия «Пэксан»                  | 2020 | Лучший актёр-новичок — телевидение          | Ха-ру, которого я встретила случайно                                  | Номинация | [ 77 ]        |
| Brand of the Year Awards         | 2020 | Актёр года — новичок                        | Ли Джэук                                                              | Победа    | [ 79 ]        |
| Dong-A.com's Pick                | 2019 | Премия Хэджу                                | Ли Джэук                                                              | Победа    | [ 80 ]        |
| KBS Drama Awards                 | 2020 | Выдающиеся достижения, актёр в мини-сериале | До, до, соль, соль, ля, ля, соль                                      | Победа    | [ 81 ]        |
| KBS Drama Awards                 | 2020 | Лучшая пара                                 | Ли Джэук (с Го Ара); Do Do Sol Sol La La Sol                          | Номинация | [ 81 ]        |
| Korea Broadcasting Awards        | 2021 | Награда за популярность                     | До, до, соль, соль, ля, ля, соль                                      | Номинация | [ 82 ]        |
| Korea Drama Awards               | 2022 | Global Excellence Award                     | Алхимия душ                                                           | Победа    | [ 83 ]        |
| Korea First Brand Awards         | 2023 | Восходящая звезда                           | Ли Джэук                                                              | Номинация | [ 84 ]        |
| MBC Drama Awards                 | 2019 | Лучший новый актёр                          | Ха-ру, которого я встретила случайно                                  | Победа    | [ 85 ]        |
| MBC Drama Awards                 | 2019 | Лучшая пара                                 | Ли Джэук (с Ким Хе Юн и Роуном); Ха-ру, которого я встретила случайно | Номинация | [ 85 ]        |
| Seoul International Drama Awards | 2021 | Выдающийся корейский актёр                  | До, до, соль, соль, ля, ля, соль                                      | Номинация | [ 86 ] [ 87 ] |

### Комментарии
1. ↑  Asia Model Awards — это ежегодная церемония награждения лучших моделей и знаменитостей Азии.[75]
2. ↑  Brand of the Year Awards — церемония награждения, проводимая Корейским комитетом по потребительским брендам под наблюдением Корейского форума потребителей и Korea economic Daily.[78]
3. ↑  Премия Korea Broadcasting Awards ежегодно вручается Корейской ассоциацией радиовещания в честь Дня радиовещания.